# Convocazioni al Campionato europeo maschile di pallacanestro 2007
Qui di seguito sono riportate le convocazioni al Campionato europeo maschile di pallacanestro del 2007 ('EuroBasket 2007).

## Gruppo A

### Grecia
Coach:  Panagiōtīs Giannakīs
| N. | Giocatore               | Alt. cm | Ruolo       | Anno | Squadra di club |
| -- | ----------------------- | ------- | ----------- | ---- | --------------- |
| 4  | Theodōros Papaloukas    | 200     | Playmaker   | 1977 | CSKA Mosca      |
| 5  | Iōannīs Mpourousīs      | 215     | Centro      | 1983 | Olympiakos      |
| 6  | Nikos Zīsīs             | 195     | Guardia     | 1983 | CSKA Mosca      |
| 7  | Vasilīs Spanoulīs       | 192     | Guardia     | 1982 | Panathīnaïkos   |
| 8  | Panagiōtīs Vasilopoulos | 202     | Ala piccola | 1984 | Olympiakos      |
| 9  | Michalīs Pelekanos      | 198     | Ala piccola | 1981 | Real Madrid     |
| 10 | Nikos Chatzīvrettas     | 195     | Guardia     | 1977 | Panathīnaïkos   |
| 11 | Dīmos Ntikoudīs         | 205     | Ala/Centro  | 1977 | Panathinaikos   |
| 12 | Kōstas Tsartsarīs       | 205     | Centro      | 1979 | Panathīnaïkos   |
| 13 | Dīmītrīs Diamantidīs    | 196     | Playmaker   | 1980 | Panathīnaïkos   |
| 14 | Lazaros Papadopoulos    | 210     | Centro      | 1980 | Real Madrid     |
| 15 | Michalīs Kakiouzīs      | 204     | Ala         | 1976 | Siviglia        |

### Israele
Coach:  Zvi Sherf
| N. | Giocatore      | Alt. cm | Ruolo        | Anno | Squadra di club    |
| -- | -------------- | ------- | ------------ | ---- | ------------------ |
| 4  | Dror Hagag     | 178     | Playmaker    | 1978 | Hapoel Gerusalemme |
| 5  | Moran Roth     | 178     | Playmaker    | 1982 | Hapoel Holon       |
| 6  | Yotam Halperin | 196     | Guardia      | 1984 | Maccabi Tel Aviv   |
| 7  | Lior Eliyahu   | 205     | Ala          | 1985 | Maccabi Tel Aviv   |
| 8  | Erez Markovich | 208     | Centro       | 1978 | Hapoel Gerusalemme |
| 9  | Jeron Roberts  | 194     | Guardia/Play | 1976 | Demon Astronauts   |
| 10 | Guy Pnini      | 201     | Ala          | 1983 | Hapoel Gerusalemme |
| 11 | Meir Tapiro    | 194     | Guardia/Play | 1975 | Bnei HaSharon      |
| 12 | Matan Naor     | 194     | Ala          | 1980 | Ironi Nahariya     |
| 13 | Ido Kozikaro   | 202     | Ala          | 1978 | Ironi Nahariya     |
| 14 | Yaniv Green    | 206     | Ala          | 1980 | CSK VSS Samara     |
| 15 | Amit Tamir     | 208     | Centro       | 1979 | Cherkassy Monkeys  |

### Russia
Coach:   David Blatt
| N. | Giocatore          | Alt. cm | Ruolo        | Anno | Squadra di club      |
| -- | ------------------ | ------- | ------------ | ---- | -------------------- |
| 4  | Nikita Šabalkin    | 204     | Ala          | 1986 | Khimki               |
| 5  | J.R. Holden        | 185     | Guardia/Play | 1976 | CSKA Mosca           |
| 6  | Sergej Bykov       | 190     | Guardia/Play | 1983 | Dinamo Mosca         |
| 7  | Andrej Kirilenko   | 205     | Ala          | 1981 | Utah Jazz            |
| 8  | Nikita Morgunov    | 211     | Ala          | 1975 | Zenit S. Pietroburgo |
| 9  | Pëtr Samojlenko    | 186     | Guardia/Play | 1977 | Dinamo Mosca         |
| 10 | Viktor Chrjapa     | 204     | Ala          | 1982 | Chicago Bulls        |
| 11 | Zachar Pašutin     | 195     | Guardia/Play | 1974 | CSKA Mosca           |
| 12 | Sergej Monja       | 204     | Ala          | 1983 | Dinamo Mosca         |
| 13 | Anton Ponkrašov    | 200     | Guardia/Play | 1986 | Khimki               |
| 14 | Aleksej Savrasenko | 215     | Centro       | 1979 | CSKA Mosca           |
| 15 | Nikolaj Padius     | 197     | Guardia/Play | 1980 | UNICS Kazan'         |

### Serbia
Coach:  Zoran Slavnić
| N. | Giocatore           | Alt. cm | Ruolo        | Anno | Squadra di club        |
| -- | ------------------- | ------- | ------------ | ---- | ---------------------- |
| 4  | Miloš Teodosić      | 196     | Guardia/Play | 1987 | FMP Železnik           |
| 5  | Branko Cvetković    | 200     | Ala          | 1984 | Akasvayu Girona        |
| 6  | Vuk Radivojević     | 195     | Guardia/Play | 1983 | Fuenlabrada            |
| 7  | Zoran Erceg         | 211     | Centro       | 1985 | FMP Železnik           |
| 8  | Dragan Labović      | 210     | Ala          | 1986 | FMP Železnik           |
| 9  | Stefan Marković     | 199     | Guardia/Play | 1988 | Hemofarm Vršac         |
| 10 | Marko Jarić         | 201     | Guardia/Play | 1978 | Minnesota Timberwolves |
| 11 | Darko Miličić       | 213     | Centro       | 1985 | Memphis Grizzlies      |
| 12 | Nemanja Aleksandrov | 210     | Centro       | 1987 | Stella Rossa Belgrado  |
| 13 | Novica Veličković   | 205     | Ala          | 1986 | Partizan               |
| 14 | Milenko Tepić       | 202     | Guardia/Play | 1987 | Partizan               |
| 15 | Milan Gurović       | 207     | Ala          | 1975 | Prokom Trefl Sopot     |

## Gruppo B

### Spagna
Coach:  Pepu Hernández
| N. | Giocatore           | Alt. cm | Ruolo        | Anno | Squadra di club        |
| -- | ------------------- | ------- | ------------ | ---- | ---------------------- |
| 4  | Pau Gasol           | 213     | Centro       | 1980 | Memphis Grizzlies      |
| 5  | Rudy Fernández      | 196     | Guardia/Play | 1985 | DKV Joventut           |
| 6  | Carlos Cabezas      | 186     | Guardia/Play | 1980 | Unicaja Málaga         |
| 7  | Juan Carlos Navarro | 192     | Guardia/Play | 1980 | Memphis Grizzlies      |
| 8  | José Calderón       | 191     | Guardia/Play | 1981 | Toronto Raptors        |
| 9  | Felipe Reyes        | 206     | Centro       | 1980 | Real Madrid            |
| 10 | Carlos Jiménez      | 205     | Ala          | 1976 | Unicaja Málaga         |
| 11 | Sergio Rodríguez    | 191     | Guardia/Play | 1986 | Portland Trail Blazers |
| 12 | Berni Rodríguez     | 197     | Guardia/Play | 1980 | Unicaja Málaga         |
| 13 | Marc Gasol          | 216     | Centro       | 1985 | Akasvayu Girona        |
| 14 | Álex Mumbrú         | 202     | Ala          | 1979 | Real Madrid            |
| 15 | Jorge Garbajosa     | 206     | Ala          | 1977 | Toronto Raptors        |

### Croazia
Coach:  Jasmin Repeša
| N. | Giocatore      | Alt. cm | Ruolo        | Anno | Squadra di club       |
| -- | -------------- | ------- | ------------ | ---- | --------------------- |
| 4  | Roko Ukić      | 195     | Guardia/Play | 1984 | Virtus Roma           |
| 5  | Davor Kus      | 191     | Guardia/Play | 1978 | Unicaja Málaga        |
| 6  | Marko Popović  | 185     | Guardia/Play | 1982 | Zalgiris Kaunas       |
| 7  | Marin Rozić    | 203     | Ala          | 1983 | Cibona Zagreb         |
| 8  | Nikola Prkačin | 208     | Ala          | 1975 | Dinamo Mosca          |
| 9  | Marko Tomas    | 196     | Guardia/Play | 1985 | Fuenlabrada           |
| 10 | Zoran Planinić | 197     | Guardia/Play | 1982 | TAU Cerámica          |
| 11 | Mario Stojić   | 198     | Guardia/Play | 1980 | ViveMenorca           |
| 12 | Damir Markota  | 209     | Ala          | 1985 | Spartak S.Pietroburgo |
| 13 | Marko Banić    | 200     | Ala          | 1984 | Iurbentia Bilbao      |
| 14 | Mario Kasun    | 215     | Centro       | 1980 | AXA FC Barcelona      |
| 15 | Stanko Barać   | 217     | Centro       | 1986 | TAU Cerámica          |

### Lettonia
Coach:  Kārlis Muižnieks
| N. | Giocatore           | Alt. cm | Ruolo        | Anno | Squadra di club       |
| -- | ------------------- | ------- | ------------ | ---- | --------------------- |
| 4  | Uvis Helmanis       | 203     | Ala          | 1972 | BK Ventspils          |
| 5  | Aigars Vītols       | 194     | Guardia/Play | 1976 | BK Ventspils          |
| 6  | Armands Šķēle       | 192     | Guardia/Play | 1983 | Barons/LMT            |
| 7  | Jānis Blūms         | 188     | Guardia/Play | 1982 | Basket Napoli         |
| 8  | Raimonds Vaikulis   | 191     | Guardia/Play | 1980 | Barons/LMT            |
| 9  | Gatis Jahovičs      | 200     | Ala          | 1984 | ASK Rīga              |
| 10 | Sandis Valters      | 190     | Guardia/Play | 1978 | ASK Rīga              |
| 11 | Pāvels Veselovs     | 207     | Ala          | 1984 | BK Ventspils          |
| 12 | Kaspars Cipruss     | 211     | Centro       | 1982 | BK Ventspils          |
| 13 | Raitis Grafs        | 210     | Centro       | 1981 | ASK Rīga              |
| 14 | Kristaps Janičenoks | 196     | Ala          | 1983 | Fortitudo Bologna     |
| 15 | Andris Biedriņš     | 211     | Centro       | 1986 | Golden State Warriors |

### Portogallo
Coach:  Valentyn Mel'nyčuk
| N. | Giocatore           | Alt. cm | Ruolo        | Anno | Squadra di club          |
| -- | ------------------- | ------- | ------------ | ---- | ------------------------ |
| 4  | Miguel Minhava      | 1,97    | Guardia/Play | 1983 | L'Hospitalet             |
| 5  | Mário Gil Fernandes | 1,74    | Guardia/Play | 1982 | Plasencia                |
| 6  | Sérgio Ramos        | 2,00    | Ala          | 1975 | Drac Inca                |
| 7  | Paulo Cunha         | 1,99    | Ala          | 1980 | FC Porto                 |
| 8  | Francisco Jordão    | 2,00    | Centro       | 1979 | Primeiro de Agosto       |
| 9  | Filipe da Silva     | 1,93    | Guardia/Play | 1979 | CB Los Barrios           |
| 10 | Bétinho Gomes       | 1,99    | Ala          | 1985 | FC Barreirense           |
| 11 | Jorge Coelho        | 2,00    | Centro       | 1978 | Palencia                 |
| 12 | Paulo Simão         | 1,98    | Ala          | 1976 | CF Belenenses            |
| 13 | Elvis Évora         | 2,05    | Centro       | 1978 | Ovarense Aerosoles       |
| 14 | Miguel Miranda      | 2,05    | Centro       | 1978 | Ovarense Aerosoles       |
| 15 | João Santos         | 2,03    | Ala          | 1979 | Grupo Capitol Valladolid |

## Gruppo C

### Germania
Coach:  Dirk Bauermann
| N. | Giocatore         | Alt. cm | Ruolo        | Anno | Squadra di club       |
| -- | ----------------- | ------- | ------------ | ---- | --------------------- |
| 4  | Mithat Demirel    | 180     | Guardia/Play | 1978 | Senza squadra         |
| 5  | Ademola Okulaja   | 202     | Ala          | 1975 | Brose Baskets         |
| 6  | Stephen Arigbabu  | 205     | Centro       | 1972 | Olympia Larissa       |
| 7  | Robert Garrett    | 192     | Guardia/Play | 1977 | Brose Baskets         |
| 8  | Johannes Herber   | 197     | Guardia/Play | 1983 | ALBA Berlino          |
| 9  | Steffen Hamann    | 193     | Guardia/Play | 1981 | Brose Baskets         |
| 10 | Demond Greene     | 185     | Guardia/Play | 1979 | Brose Baskets         |
| 11 | Pascal Roller     | 185     | Guardia/Play | 1976 | Skyliners Francoforte |
| 12 | Guido Grünheid    | 206     | Ala          | 1982 | Hanzevast Capitals    |
| 13 | Patrick Femerling | 213     | Centro       | 1975 | ALBA Berlino          |
| 14 | Dirk Nowitzki     | 213     | Ala          | 1978 | Dallas Mavericks      |
| 15 | Jan Jagla         | 213     | Centro       | 1981 | DKV Joventut          |

### Lituania
Coach:  Ramūnas Butautas
| N. | Giocatore            | Alt. cm | Ruolo        | Anno | Squadra di club       |
| -- | -------------------- | ------- | ------------ | ---- | --------------------- |
| 4  | Rimantas Kaukėnas    | 192     | Guardia/Play | 1977 | Montepaschi Siena     |
| 5  | Giedrius Gustas      | 190     | Guardia/Play | 1980 | Barons Riga           |
| 6  | Jonas Mačiulis       | 200     | Ala          | 1985 | Žalgiris Kaunas       |
| 7  | Darjuš Lavrinovič    | 212     | Centro       | 1979 | UNICS Kazan'          |
| 8  | Ramūnas Šiškauskas   | 198     | Guardia/Play | 1978 | CSKA Mosca            |
| 9  | Darius Songaila      | 204     | Ala          | 1978 | Washington Wizards    |
| 10 | Simas Jasaitis       | 200     | Ala          | 1982 | TAU Cerámica          |
| 11 | Linas Kleiza         | 203     | Ala          | 1985 | Denver Nuggets        |
| 12 | Kšyštof Lavrinovič   | 210     | Centro       | 1979 | Montepaschi Siena     |
| 13 | Šarūnas Jasikevičius | 192     | Guardia/Play | 1976 | Golden State Warriors |
| 14 | Paulius Jankūnas     | 205     | Ala          | 1984 | Žalgiris Kaunas       |
| 15 | Robertas Javtokas    | 210     | Centro       | 1980 | Dinamo Mosca          |

### Turchia
Coach:  Bogdan Tanjević
| N. | Giocatore        | Alt. cm | Ruolo        | Anno | Squadra di club  |
| -- | ---------------- | ------- | ------------ | ---- | ---------------- |
| 4  | Ender Arslan     | 188     | Guardia/Play | 1983 | Efes Pilsen      |
| 5  | Ermal Kuqo       | 207     | Centro       | 1980 | Efes Pilsen      |
| 6  | Engin Atsür      | 194     | Guardia/Play | 1984 | Benetton Treviso |
| 7  | Cenk Akyol       | 193     | Guardia/Play | 1987 | Efes Pilsen      |
| 8  | Ersan İlyasova   | 205     | Ala          | 1987 | AXA FC Barcelona |
| 9  | Semih Erden      | 211     | Centro       | 1986 | Fenerbahçe Ülker |
| 10 | Hakan Demirel    | 188     | Guardia/Play | 1986 | Fenerbahçe Ülker |
| 11 | İbrahim Kutluay  | 198     | Guardia/Play | 1974 | Fenerbahçe Ülker |
| 12 | Kerem Gönlüm     | 207     | Ala          | 1977 | Efes Pilsen      |
| 13 | Mehmet Okur      | 211     | Ala          | 1979 | Utah Jazz        |
| 14 | Kaya Peker       | 207     | Centro       | 1980 | TAU Cerámica     |
| 15 | Hidayet Türkoğlu | 208     | Ala          | 1979 | Orlando Magic    |

### Repubblica Ceca
Coach:  Zdeněk Hummel
| N. | Giocatore           | Alt. cm | Ruolo        | Anno | Squadra di club     |
| -- | ------------------- | ------- | ------------ | ---- | ------------------- |
| 4  | Štěpán Vrubl        | 186     | Guardia/Play | 1976 | A Plus Brno         |
| 5  | Pavel Beneš         | 190     | Guardia/Play | 1975 | Nymburk             |
| 6  | Maurice Whitfield   | 186     | Guardia/Play | 1973 | Olympiada Patras    |
| 7  | Michal Křemen       | 200     | Ala          | 1981 | Nymburk             |
| 8  | Lukáš Kraus         | 201     | Ala          | 1984 | Liberec             |
| 9  | Jiří Welsch         | 197     | Guardia/Play | 1980 | Unicaja Málaga      |
| 10 | Ladislav Sokolovský | 200     | Ala          | 1977 | Nymburk             |
| 11 | Luboš Bartoň        | 202     | Ala          | 1980 | DKV Joventut        |
| 12 | Radek Nečas         | 204     | Ala          | 1980 | Nymburk             |
| 13 | Petr Benda          | 204     | Centro       | 1982 | Nymburk             |
| 14 | Jakub Houška        | 206     | Centro       | 1982 | Děčín               |
| 15 | Ondřej Starosta     | 215     | Centro       | 1979 | Basket CAI Zaragoza |

## Gruppo D

### Francia
Coach:  Claude Bergeaud
| N. | Giocatore        | Alt. cm | Ruolo        | Anno | Squadra di club          |
| -- | ---------------- | ------- | ------------ | ---- | ------------------------ |
| 4  | Joseph Gomis     | 180     | Guardia/Play | 1978 | Grupo Capitol Valladolid |
| 5  | Pape Badiane     | 208     | Centro       | 1980 | Chorale Roanne           |
| 6  | Sacha Giffa      | 197     | Ala          | 1977 | Strasbourg               |
| 7  | Yohann Sangaré   | 192     | Guardia/Play | 1983 | Lyon-Villeurbanne        |
| 8  | Yakhouba Diawara | 201     | Ala          | 1982 | Denver Nuggets           |
| 9  | Tony Parker      | 186     | Guardia/Play | 1982 | San Antonio Spurs        |
| 10 | Cédric Ferchaud  | 194     | Guardia/Play | 1980 | Pau-Orthez               |
| 11 | Florent Piétrus  | 202     | Ala          | 1981 | Unicaja Málaga           |
| 12 | Tariq Kirksay    | 198     | Guardia/Play | 1978 | Nancy                    |
| 13 | Boris Diaw       | 203     | Ala          | 1982 | Phoenix Suns             |
| 14 | Ronny Turiaf     | 206     | Centro       | 1983 | Los Angeles Lakers       |
| 15 | Frédéric Weis    | 218     | Centro       | 1977 | Iurbentia Bilbao         |

### Slovenia
Coach:  Aleš Pipan
| N. | Giocatore           | Alt. cm | Ruolo        | Anno | Squadra di club        |
| -- | ------------------- | ------- | ------------ | ---- | ---------------------- |
| 4  | Sandi Čebular       | 194     | Guardia/Play | 1986 | Senza squadra          |
| 5  | Jaka Lakovič        | 176     | Guardia/Play | 1978 | AXA FC Barcelona       |
| 6  | Aleksandar Ćapin    | 186     | Guardia/Play | 1982 | Whirlpool Varese       |
| 7  | Goran Dragić        | 188     | Guardia/Play | 1986 | TAU Cerámica           |
| 8  | Radoslav Nesterovič | 214     | Centro       | 1976 | Toronto Raptors        |
| 9  | Matjaž Smodiš       | 205     | Ala          | 1979 | CSKA Mosca             |
| 10 | Uroš Slokar         | 209     | Centro       | 1983 | Zenit S. Pietroburgo   |
| 11 | Jaka Klobučar       | 194     | Guardia/Play | 1987 | Geoplin Slovan Lubiana |
| 12 | Goran Jagodnik      | 202     | Ala          | 1974 | Hemofarm Vršac         |
| 13 | Domen Lorbek        | 196     | Guardia/Play | 1985 | MMT Estudiantes        |
| 14 | Gašper Vidmar       | 208     | Centro       | 1987 | Fenerbahçe Ülker       |
| 15 | Erazem Lorbek       | 209     | Centro       | 1984 | Virtus Roma            |

### Italia
Coach:  Carlo Recalcati
| N. | Giocatore          | Alt. cm | Ruolo       | Anno | Squadra di club       |
| -- | ------------------ | ------- | ----------- | ---- | --------------------- |
| 4  | Marco Belinelli    | 196     | Guardia     | 1986 | Golden State Warriors |
| 5  | Gianluca Basile    | 195     | Guardia     | 1975 | AXA FC Barcelona      |
| 6  | Stefano Mancinelli | 203     | Ala piccola | 1983 | Fortitudo Bologna     |
| 7  | Matteo Soragna     | 197     | Guardia     | 1975 | Benetton Treviso      |
| 8  | Denis Marconato    | 212     | Centro      | 1975 | AXA FC Barcelona      |
| 9  | Marco Mordente     | 190     | Guardia     | 1979 | Benetton Treviso      |
| 10 | Andrea Bargnani    | 212     | Ala grande  | 1985 | Toronto Raptors       |
| 11 | Andrea Crosariol   | 213     | Centro      | 1984 | Virtus Bologna        |
| 12 | Massimo Bulleri    | 187     | Playmaker   | 1977 | Armani Jeans Milano   |
| 13 | Fabio Di Bella     | 186     | Playmaker   | 1978 | Virtus Bologna        |
| 14 | Luigi Datome       | 202     | Ala piccola | 1987 | Legea Scafati         |
| 15 | Angelo Gigli       | 210     | Ala/Centro  | 1983 | Benetton Treviso      |

### Polonia
Coach:  Andrej Urlep
| N. | Giocatore                | Alt. cm | Ruolo        | Anno | Squadra di club      |
| -- | ------------------------ | ------- | ------------ | ---- | -------------------- |
| 4  | Bartłomiej Wołoszyn      | 197     | Ala          | 1986 | Anwil Włocławek      |
| 5  | Andrzej Pluta            | 181     | Guardia/Play | 1974 | Anwil Włocławek      |
| 6  | Robert Skibniewski       | 182     | Guardia/Play | 1983 | BOT Turów            |
| 7  | Robert Witka             | 206     | Ala          | 1981 | BOT Turów            |
| 8  | Filip Dylewicz           | 202     | Ala          | 1980 | Prokom Trefl Sopot   |
| 9  | Radosław Hyży            | 200     | Ala          | 1977 | Śląsk Wrocław        |
| 10 | Adam Wójcik              | 208     | Ala          | 1970 | UPEA Capo d'Orlando  |
| 11 | Kamil Pietras            | 204     | Ala          | 1988 | Pallacanestro Varese |
| 12 | Szymon Szewczyk          | 209     | Centro       | 1982 | Lokomotiv Rostov     |
| 13 | Iwo Kitzinger            | 188     | Guardia/Play | 1985 | BOT Turów            |
| 14 | Przemysław Frasunkiewicz | 201     | Ala          | 1979 | Energa Czarni        |
| 15 | Łukasz Koszarek          | 187     | Guardia/Play | 1984 | Anwil Włocławek      |